# Саваштепе
Саваштепе (тур. Savaştepe) — город и район в провинции Балыкесир (Турция).

## История
Исходное название города — Килесун. В 1934 году Великое национальное собрание Турции приняло решение о его переименование в Саваштепе за большой вклад, сделанный городом в ходе войны за независимость Турции.